# Alcalde Díaz
Alcalde Díaz est l'une des 26 subdivisions du district de Panamá. Elle est située au nord de la zone métropolitaine et du centre-ville de la ville de Panama. Il est bordé par les corregimientos voisins de Las Cumbres à l'ouest, Caimitillo au nord, Ernesto Córdoba Campos au sud et Tocumen à l'est. Selon la dernière segmentation des communes approuvée par le décret de loi 29 du 10 mai 2012.

## Histoire
Le corregimiento d'Alcalde Díaz appartenait à Las Cumbres jusqu'à sa création par la loi 42 du 10 juillet 2009, lorsque des terres ont été séparées de ce dernier pour créer les corregimientos d'Alcalde Díaz et d'Ernesto Córdoba Campos.
Son nom vient de l'ancien maire du district de Panamá, Mauricio Díaz Garcés, qui, le 29 août 1948, a fondé la ville avec des habitants de Boca La Caja (dont les terrains seront utilisés pour agrandir l'aéroport Marcos A. Gelabert à Paitilla), Viejo Veranillo et d'autres zones marginalisées autour de la capitale,. Ces résidents ont été déplacés sur des terres nationales à Sitio Peñoncito, à 20 kilomètres de la capitale, où le maire Díaz s'est occupé des détails de planification minimaux et lorsque les premiers colons ont reçu leurs titres fonciers, la communauté disposait déjà d'une école, d'une église, d'une unité sanitaire, d'une mairie, d'une pompe à eau dans chaque rue et de latrines dans chaque maison.
Grâce à l'excellente planification de la nouvelle ville, elle est devenue un aimant à population et en 1960, lorsque le corregimiento de Las Cumbres a été créé, de nouveaux quartiers avaient déjà été créés. En raison de la forte densité de population de Las Cumbres, en 2009, elle a été divisée en trois corregimientos.